# پیکر با گوشت
پیکر با گوشت (انگلیسی: Figure with Meat) یک نقاشی رنگ روغن از فرانسیس بیکن نقاش ایرلندی‌تبار است که سال ۱۹۵۴ کشیده شد. پیکر درون اثر برگرفته از پرترهٔ پاپ اینوسنت دهم از دیه‌گو ولاسکس است، با این تفاوت که بیکن او را با چهره‌ای کریه بین دو شقهٔ گاو به تصویر کشیده‌است. لاشهٔ نقاشی هم احتمالاً از اثر رمبرانت به نام گاو سلاخی‌شده الگوبرداری شده‌است.